# Гурбенешть (комуна)
Гурбенешть, Гурбенешті (рум. Gurbănești) — комуна у повіті Келераш в Румунії. До складу комуни входять такі села (дані про населення за 2002 рік):
- Валя-Пресней (322 особи)
- Гурбенешть (600 осіб)
- Коцофанка (544 особи)
- Прясна (196 осіб)

Комуна розташована на відстані 47 км на схід від Бухареста, 54 км на захід від Келераші.

## Населення
За даними перепису населення 2002 року у комуні проживали 1662 особи. Усі жителі комуни рідною мовою назвали румунську.
Національний склад населення комуни:
| Національність | Кількість осіб | Відсоток |
| -------------- | -------------- | -------- |
| румуни         | 1511           | 90,9%    |
| цигани         | 150            | 9,0%     |
| угорці         | 1              | 0,1%     |

Склад населення комуни за віросповіданням:
| Релігія       | Кількість осіб | Відсоток |
| ------------- | -------------- | -------- |
| православні   | 1659           | 99,8%    |
| римо-католики | 3              | 0,2%     |